# 拉維多利亞 (阿拉瓜州)
拉維多利亞是委內瑞拉的城市，由阿拉瓜州負責管轄，位於該國北部，始建於1620年，面積55平方公里，海拔高度550米，鎮上的教堂建於1620年11月18日，人口98,132。